# Acosmetia arida
Acosmetia arida là một loài bướm đêm trong họ Noctuidae.